# 箱庭のレミング
『箱庭のレミング』（はこにわのレミング）は、2021年6月17日よりABEMA SPECIALで配信される連続ドラマ。

## 概要
SNS発の社会問題をリアルに描くサイコスリラー作品。全4部作のオムニバスドラマとして描かれるが、第1話時点では全体のつながりは明かされていない。主演の磯村勇斗は全話を通じて物語へ視聴者を誘う語り部（YouTuber・虹生）として登場し、4話目では主人公となる。1話から3話までの主人公はそれぞれ見上愛、岡山天音、須賀健太が演じる。
総監督を務めるのは藤井道人。藤井は「SNSによって人生を踏み外した若者たちの4つの物語です。SNSという箱庭の中に囚われた彼ら彼女たちの顛末が、観てくださった方々のSNSと向き合って生きていく気付きになればと思います」とコメントをと寄せている。
第4回終了後、SNSによって起こった事件の報道する側を描いたスピンオフ回の配信を開始。

## あらすじ

### 不純ないいね
モデルで人気者の妹と、ひきこもりの姉。いつもは妹を羨む姉であったが、SNSでの投稿が広まったことをきっかけに姉のアカウントに注目が集まる。妹は姉の存在を隠したい理由があったが、姉は注目を集める快感を知ってしまい、姉妹の戦いが激化する。テーマは「過剰な承認欲求」。

### 私刑倶楽部
結婚を控えた区役所職員の主人公は上司からネット上で自分が炎上していることを知らされる。調べると個人を晒しあげる裏サイト「私刑倶楽部」によって個人攻撃されたことを知る。なんとか書き込みを止めようと動くのだが、衆の好奇心によって徐々に、しかし確実に追い詰められていく。テーマは「間違った正義感」。

### 名探偵S
大学生の今井は、犯罪心理学のレポートを共同作業で作ることになるが、ストーカー事件の手口を調べることをきっかけに、興味本位から“アイドルが投稿する部屋の景色などから住所を特定する”という探偵ごっこを始める。テーマは「ネットストーキング」。

### Not Famous
零細動画配信者の虹生は元カノの明日奈にたかり生活している。虹生はフォロワーを増やすため、友人の母親に脅迫電話をかける模様を生配信するという悪質な企画を思いつく。テーマは「自己顕示欲の暴走」。

## 登場人物

### 不純ないいね
白石未映子
演 ‐ 見上愛
モデルの妹。踊る動画配信でも有名となるが、自宅で撮影する際は姉が映らないようにしている。
白石麻友
演 ‐ 富山えり子
引きこもりの姉。「不純さん」としてSNSで人気となる。「不純さん」名義で挙げたキモいダンス動画で注目を浴びる。
クラスメイト
演 ‐ 鈴木美羽

クラスメイト・和弥
演 ‐ 坪根悠仁

クラスメイト
演 ‐ 安藤瑠一
しんきち
演 ‐ 鈴木宏侑
不純さんのパクリ動画を投稿する動画主。バッシング動画を挙げたことなどから不純さんから目の敵にされる。
白石姉妹の母
演 ‐ 水野真紀
主婦。
白石姉妹の父
演 ‐ 西村和彦
仕事に忙しい父親。

### 私刑倶楽部
川村隆夫
演 ‐ 岡山天音
結婚を控える区役所職員。生活相談課に勤める。
詩織
演 ‐ 深川麻衣
川村の恋人。
志波
演 ‐ 田中俊介
川村の逃亡を助ける友人。
漫画喫茶の店員
演 ‐ 川島潤哉
ニュースショーの司会者
演 ‐ 鳥谷宏之
落語家
演 ‐ 鈴木拓（ドランクドラゴン）
刑事らしき男
演 ‐ 岩谷健司
倉山
演 ‐ 内田慈
所得が最低生活費に満たないため、相談に来た女性。
多田
演 ‐ 山本浩司
市役所での河村の上司。
- 呉城久美
- 円井わん
- 高石あかり

### 名探偵S
今井理音人
演 ‐ 須賀健太
大学生。いわゆる陰キャラ。かつてはプログラミングコンテストでMVPを受賞した。
梶原裕翔
演 ‐ 古川毅
今井の同級生。いわゆる陽キャラ。単位を取るため、今井とコンビを組む。
りりっち
演 ‐ 阿部夢梨
アイドル。アイドルグループ・Delightの人気メンバーで、本名は堀田梨理子。近々生誕祭を予定。ネットストーカーに怯えている。
今井の母
演 ‐ 鈴木麻衣子
笑顔の絶えない明るい母。
教授
演 ‐ 奥田洋平
犯罪心理学を教える大学教授。
戸部真琴
演 ‐ 永井ちひろ
Delightを担当する芸能マネージャー。
今井の妹
演 ‐ 五島月
兄とは正反対で社交的で明るい妹。
滝沢梨紗　　
演 ‐ 平井珠生
梶原の女友達。個人情報を晒されたことがある。
クラスメイト
演 ‐ 松澤和輝
梶原の友人。滝沢とともに行動する。
黒服　
演 ‐ 福田優
店頭を掃除するスーツの男。
Delightメンバー
演 ‐ 長尾しおり、金澤有希、坂林佳奈、井上真由子、門林有羽、樋口なづな（SUPER☆GiRLS）
人気アイドルグループのメンバー。

### Not Famous
虹生
演 ‐ 磯村勇斗
激ヤバな配信者を発掘するYouTuber。しかしその実態はチャンネル登録者数2,000人に満たないライブ配信者。後述の各主人公には蔑む思いとともに羨望の思いも持っており、観閲者の数字を気にしている。
明日奈
演 ‐ 平祐奈
虹生の元カノ。かつては同棲していた。別れてからも面倒見の良い性格から金銭面を援助しており、部屋にも勝手に上がられている。
本間幸弥
演 ‐ 泉澤祐希
25歳サラリーマン。虹生の大学時代からの友人で、かつては動画作りもサポートしていた。虹生が明日奈宅を追い出されてからは、実家を主な寝床、配信場所にされており、母の千鶴から苦言を言われている。
- コレコレ
- MARIMO。
- フェルナンデス直行
- 松本響
- 窪田翔
- 石橋和磨
- 鈴木亮介
- 伊藤悌智
- 堀内充治
- 仲義代

### KILLER NEWS
上原
演 ‐ 吉谷彩子
ウェブニュースサイト「BUZZLIKE」のライター。「私刑サイト」事件や拉致YouTuber事件などいち早く記事にし、話題を集めた。得意分野はゴシップ。
天海
演 ‐ 大野いと
ウェブニュースサイト「BUZZLIKE」のライター。社会派記事を主に扱う。
- 吉村界人
- 久保田かずのぶ

## 配信日程
| 配信回          | 配信日        | サブタイトル      | 配信時間 | 脚本             | 監督     |
| --------------- | ------------- | ----------------- | -------- | ---------------- | -------- |
| 第1話           | 2021年6月17日 | 不純ないいね      | 37分     | 山口健人         | 山口健人 |
| 第2話           | 2021年6月24日 | 私刑俱楽部        | 41分     | 川島直人、敦賀零 | 川島直人 |
| 第3話           | 2021年7月1日  | 名探偵S           | 33分     | 畑中翔太         | 下田彦太 |
| 第4話           | 2021年7月8日  | Not Famous        | 35分     | 小寺和久         | 藤井道人 |
| スピンオフ第5話 | 2021年7月8日  | KILLER NEWS・前編 | 25分     |                  |          |
| スピンオフ第6話 | 2021年7月16日 | KILLER NEWS・後編 | 29分[11] |                  |          |

## スタッフ
- 企画・プロデュース：藤井道人、畑中翔太
- プロデューサー：谷口達彦、山田久人
- プロジェクトマネージャー：小出亮太
- 企画協力：藤野良太、川松尚良、佐々木勝巳
- 撮影：石塚将巳（第1話）、岩渕隆斗（第2話）、Jam Eh I（第3話）、佐藤匡（第4話）
- 照明：水瀬貴寛（第1話）、山口峰寛（第2話）、maki（第3話）、岩城一平（第4話）
- 録音：岡本立洋（第1話）、寒川聖美（第1話）、桐山裕行（第3話）、吉方淳二、中村健太（第4話）
- 助監督：松浦健志、牛尾文哉、辺見洋介（第1話）、内田知樹（第2話、第3話）、伊藤和馬（第4話）
- ラインプロデューサー：玉木南美
- 制作担当：細谷光
- 制作主任：末次純也
- 音楽：岩本裕司（第1話）、長尾洋介（第2話）、加藤久貴、小川明夏（第3話）、大間々昴（第4話）
- 振付：舞木ひと美
- 画面デザイン：カトオヨオイチ、モリヤマサヤ、タカギタツヒト
- オフライン編集：古川達達（第1話、第2話）、磯部今日平（第3話）
- オンライン編集：中野裕介（第1話、第2話、第4話）、谷克洋（第3話）堤祐輔、黒住明伸、古俣香織（第4話）
- MA：阿部祥高
- 音響効果：佐久間みなみ
- オープニング監督：藤井道人、山口健人
- オープニング脚本：畑中翔太
- オープニング撮影：佐藤匡
- オープニング編集：鈴木省吾、中西綾
- オープニング音楽：大間々昴
- オープニングタイトル：青沼シン
- 第1話監督・脚本：山口健人
- 第2話監督・脚本：川島直人、共同脚本：敦賀零
- 第3話監督：下田彦太、脚本：畑中翔太
- 第4話監督：藤井道大、脚本：小寺和久
- 制作会社：BABEL LABEL
- 制作著作：ABEMA